# Zarzal
Zarzal là một khu tự quản thuộc tỉnh Valle del Cauca, Colombia. Thủ phủ của khu tự quản Zarzal đóng tại Zarzal Khu tự quản Zarzal có diện tích 355 ki lô mét vuông. Đến thời điểm ngày 28 tháng 5 năm 2005, khu tự quản Zarzal có dân số 32963 người.